# Макри Гюлева
Макри Генкова Гюлева (Макрухи Хачикян Абрахамян) е българска комунистка от арменски произход.

## Биография
Родена е на 24 януари 1916 г. в Пазарджик. От 1931 до 1935 г. учи в пазарджишката гимназия, откъдето е изключена като член на РМС. Същата година минава в нелегалност поради провал и получава 5-годишна присъда. Заминава за Гърция, откъдето се завръща на следващата 1936 г. През август 1936 г. се предава в полицията по нареждане на БКП. Помилвана през 1938 г. От 1938 до 1939 г. е член на ОК на БКП в Пловдив. Работи като тютюноработничка. През 1940 г. е интернирана в разложкото село Бабек. От февруари до август 1942 г. е завеждащ V район в София, получава задочна смъртна присъда. През юли 1942 г. е заловена от полицията, но избягва от участъка. През август 1942 г. е партизанка в партизански отряд „Антон Иванов“, а след това и в партизанска бригада „Васил Коларов“.
От 1944 до 1945 г. е член на ОК на БКП в Пловдив, където отговаря за работата сред жените. Между 1945 и 1946 г. е секретар на ГК на БКП в Асеновград и член на Бюрото на Околийски комитет на БКП в Асеновград. През 1947 г. е назначена за председател на околийското ръководство на Българският народен женски съюз и член на ОК на БКП в Асеновград. През 1946 г. става народен представител в VI велико народно събрание. Между 1947 и 1948 г. е председател на ГК на ОФ в Асеновград. От септември 1948 до септември 1949 г. е секретар на ОК на ОФ в Асеновград. В периода септември 1949-март 1950 г. е завеждащ отдел „ППМО“ към ОК на БКП в Пловдив. От април 1950 г. е първи секретар на ОК на БКП в Пловдив.